# Changsha (Kreis)
Changsha (chinesisch 長沙縣 / 长沙县, Pinyin Chángshā Xiàn) ist ein chinesischer Kreis der bezirksfreien Stadt Changsha, der Hauptstadt der Provinz Hunan. Der Kreis hat eine Fläche von 1.997 km² und zählt 1.088.900 Einwohner (Stand: 2018). Sein Hauptort ist die Großgemeinde Xingsha (星沙镇).

## Administrative Gliederung
Auf Gemeindeebene setzt sich der Kreis aus sechzehn Großgemeinden und vier Gemeinden zusammen. 